# Cison di Valmarino

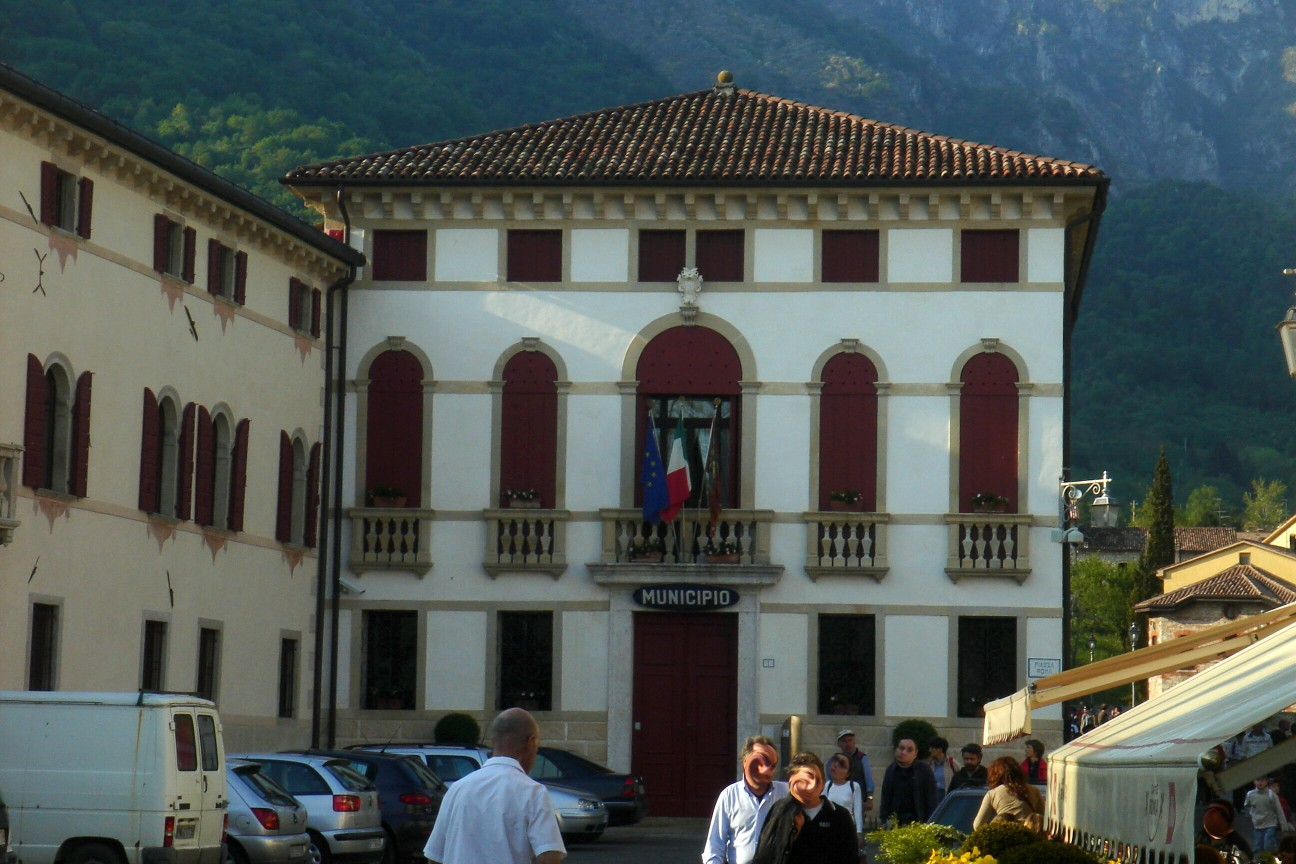

Cison di Valmarino – miejscowość i gmina we Włoszech, w regionie Wenecja Euganejska, w prowincji Treviso.
Według danych na rok 2004 gminę zamieszkiwały 2553 osoby, 91,2 os./km².

## Linki zewnętrzne

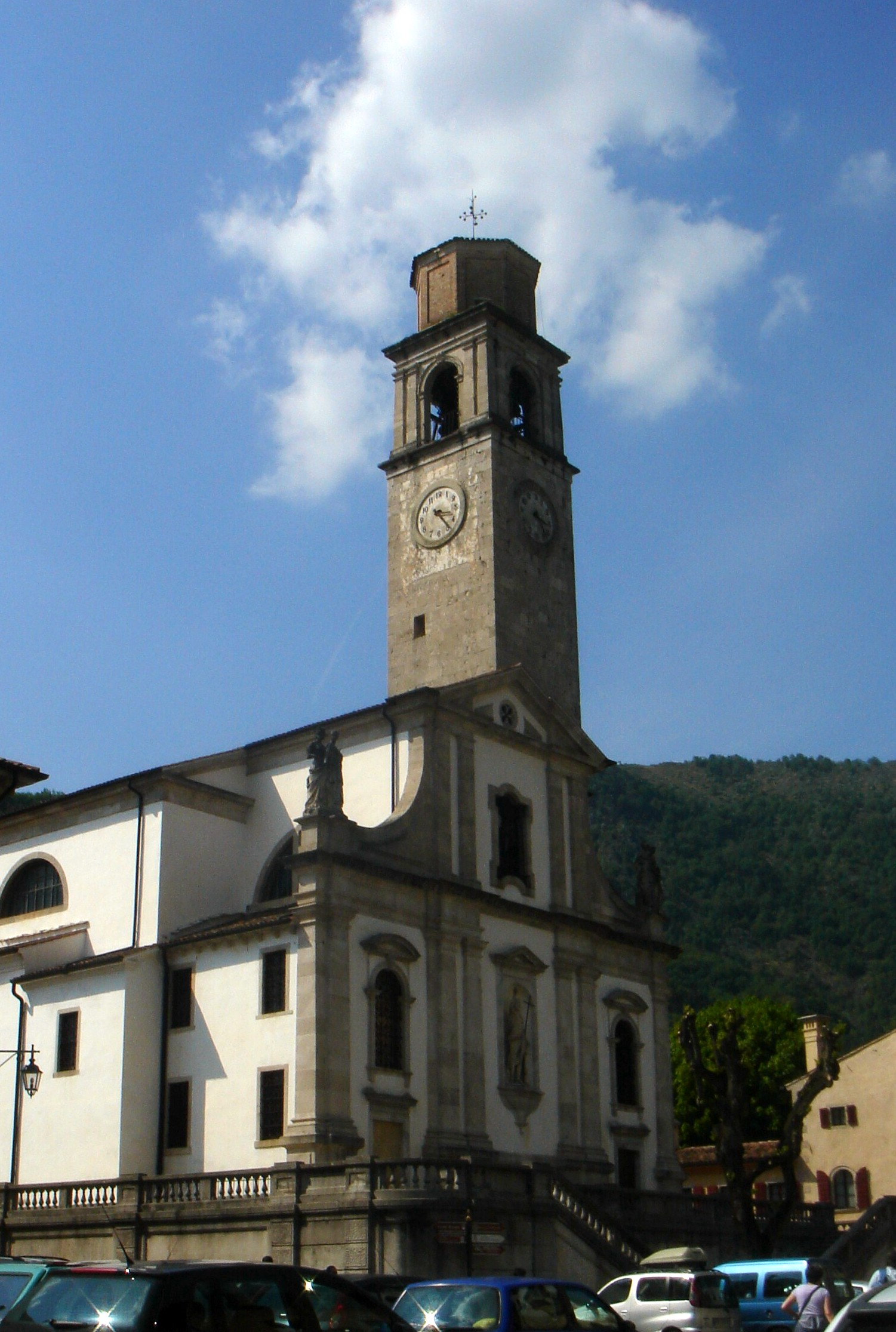
Kościół św. Jana Chrzciciela w Cisonie